# La doctrina secreta
La Doctrina Secreta, síntesis de ciencia, religión y filosofía (título original: The Secret Doctrine, The Synthesis of Science, Religion, and Philosophy) es una de las principales obras de Helena Blavatsky. El libro trata sobre la síntesis del pensamiento científico, filosófico y religioso. 
La obra original fue publicada en 1888 y se compone de dos volúmenes. El primero se dedica a la cosmogénesis y está compuesto principalmente sobre estudios de la evolución del universo, mientras que el segundo se dedica a la antropogénesis. Los dos volúmenes presentan un resumen de las ideas de la teosofía, movimiento que ayudó a fundar Blavatsky. Un tercer volumen ha sido publicado por la Sociedad Teosófica después de la muerte de Blavatsky. Se compone de una colección de varios artículos suyos.
Los títulos de los seis volúmenes son:
1. Cosmogénesis
2. Simbolismo Arcaico Universal
3. Antropogénesis
4. El Simbolismo Arcaico de las Religiones, del Mundo y de la Ciencia
5. Ciencia, Religión y Filosofía
6. Objeto de los Misterios y Práctica de la Filosofía Oculta

Los Volúmenes I y II se corresponden con el primer volumen de la edición original en Inglés y los volúmenes III y IV se corresponden con el segundo volumen de la edición original. El volumen V y VI se corresponden con el volumen publicado póstumamente por la Sociedad Teosófica.

## Orígenes
Blavatsky alegó que no era la autora de los libros sino que habían sido inspirados por los Mahatmas, a través de su cuerpo físico, en un proceso llamado Tulku, que según la autora, no es un proceso mediúmnico. 
En enero de 1884 se publicó en The Theosophist (revista oficial de la Sociedad Teosófica) la noticia de que Blavatsky escribiría una obra que ampliaría la información contenida en su gran trabajo anterior, titulado Isis Sin Velo. Se escribió entre los años 1884 y 1885. A principios de 1886, en una carta dirigida a Alfred Sinnett, Blavatsky dijo que la obra sería ampliada respecto al plan original, lo que supuso la reescritura de algunos de sus capítulos. 
En septiembre de 1886, envió desde Europa a la India el que sería el volumen I, pero resolvió inmediatamente después volver a reescribirlo con adiciones y cambios. 
En 1887, Helena Blavatsky estaba muy enferma, al borde de la muerte. Recibió, luego la visita de uno de sus instructores tibetanos y le dio según dijo, la siguiente elección: o bien morir, liberándose (del cuerpo enfermo), o seguir viviendo para poder poner fin a la Doctrina Secreta. Ella se recuperó y siguió escribiendo la obra.
En la primavera de 1887 residía en Londres donde completó el trabajo que fue publicado simultáneamente en Londres y Nueva York, a finales de octubre de 1888. Las últimas palabras de Blavatsky acerca del trabajo fueron las siguientes: este libro está dedicado a todos los verdaderos teosofistas.

## Influencias e ideas fundamentales
Blavatsky afirma que el trabajo se basó en un pergamino antiguo (el Libro de Dzyan), al que habría tenido acceso y estudiado. Según Blavatsky, el "Libro de Dzyan" sería un arcaico manuscrito, escrito en una colección de hojas de palma, resistente al agua, el fuego y el aire, debido a un proceso de fabricación desconocida, que incluyen registros de toda la evolución de la humanidad en un idioma desconocido por los filólogos llamada Senzar. Varios intentos se han hecho, sin éxito, para descubrir estos manuscritos, durante el siglo XX. Por lo tanto, sigue sin respuesta si estos manuscritos realmente existieron o no. 
El "Libro de Dzyan", según Blavatsky, está relacionado con el "Libro de Reglas de Oro" y el "Libro de Kiute", que son una serie de tratados de budismo esotérico. 
Otros textos utilizados como referencia por Blavatsky, son los libros mosaicos, los textos sagrados hindúes (como los Vedas, Brahmana, Upanishads, y Puranas) y arios (como el Vendidad), y la Cábala caldea y judía. Blavatsky también fue influida por la antigua mitología. 
La Doctrina Secreta pretende ser una síntesis del pensamiento científico, metafísico y religioso, que contendría un secreto y esotérico conocimiento de los misterios de la religión y estudios de civilizaciones antiguas, como la India, el Tíbet y China. 
Para Blavatsky, hubo una religión original auténtica, que sería la raíz de todas las religiones y los mitos de la humanidad. Todas las religiones contendrían ecos de la auténtica religión original de la humanidad.

## Principios fundamentales de la obra
- La existencia de un principio Omnipresente (la Deidad Única, en términos absolutos o sin raíz), eterna, sin límites, inmutable y que no se ve, porque su comprensión va más allá de la capacidad de la inteligencia humana, y que sigue siendo no expresable;
- La eternidad del universo que pasa por ciclos de actividad e inactividad que se repiten en sucesión sin principio ni fin, y
- La identidad de todas las almas con el Alma Universal, siendo este último uno de los aspectos de raíz desconocida.

## Traducciones
- La Doctrina Secreta (2023). Versión completa en 6 tomos. Editorial JOP.